# Silvia Mittermüller
Silvia Mittermüller (* 8. August 1983 in München) ist eine ehemalige deutsche Snowboarderin. Sie startete in den Freestyledisziplinen.

## Werdegang
Mittermüller, die für den WSV Bischofswiesen startete, fuhr ihr erstes FIS-Weltcuprennen im November 2000 in Tignes, bei dem sie in der Halfpipe auf den 23. Platz kam. Zum Beginn der Saison 2002/03 erreichte sie in Tandådalen mit dem dritten Rang im Halfpipe-Wettbewerb ihre erste und bisher einzige Podestplatzierung im Weltcup. Im weiteren Saisonverlauf belegte Mittermüller mehrere Top-Zehn-Platzierungen und erreichte damit den siebten Rang in der Halfpipewertung. Bei den Snowboard-Weltmeisterschaften 2003 am Kreischberg kam sie auf 32. Platz im Halfpipe-Wettbewerb. Im Februar 2003 holte sie bei den Juniorenweltmeisterschaften 2003 in Prato Nevoso die Silbermedaille auf der Halfpipe.
Von 2004 bis 2021 nahm Mittermüller ebenfalls an Wettbewerben der Ticket to Ride World Snowboard Tour teil. Im Januar 2005 errang sie bei den Snowboard-Weltmeisterschaften 2005 in Whistler den 26. Platz auf der Halfpipe. Eine Woche später holte sie bei den Winter-X-Games 2005 in Aspen Silber im Slopestyle. In der Saison 2006/07 siegte Mittermüller im Slopestyle beim KTO Suzuki Superrider in Kaunertal und belegte den dritten Rang im Railjam bei der Honda Session in Vail. Im Januar 2008 kam sie im Slopestyle bei den Burton European Open in Laax auf den dritten Platz.

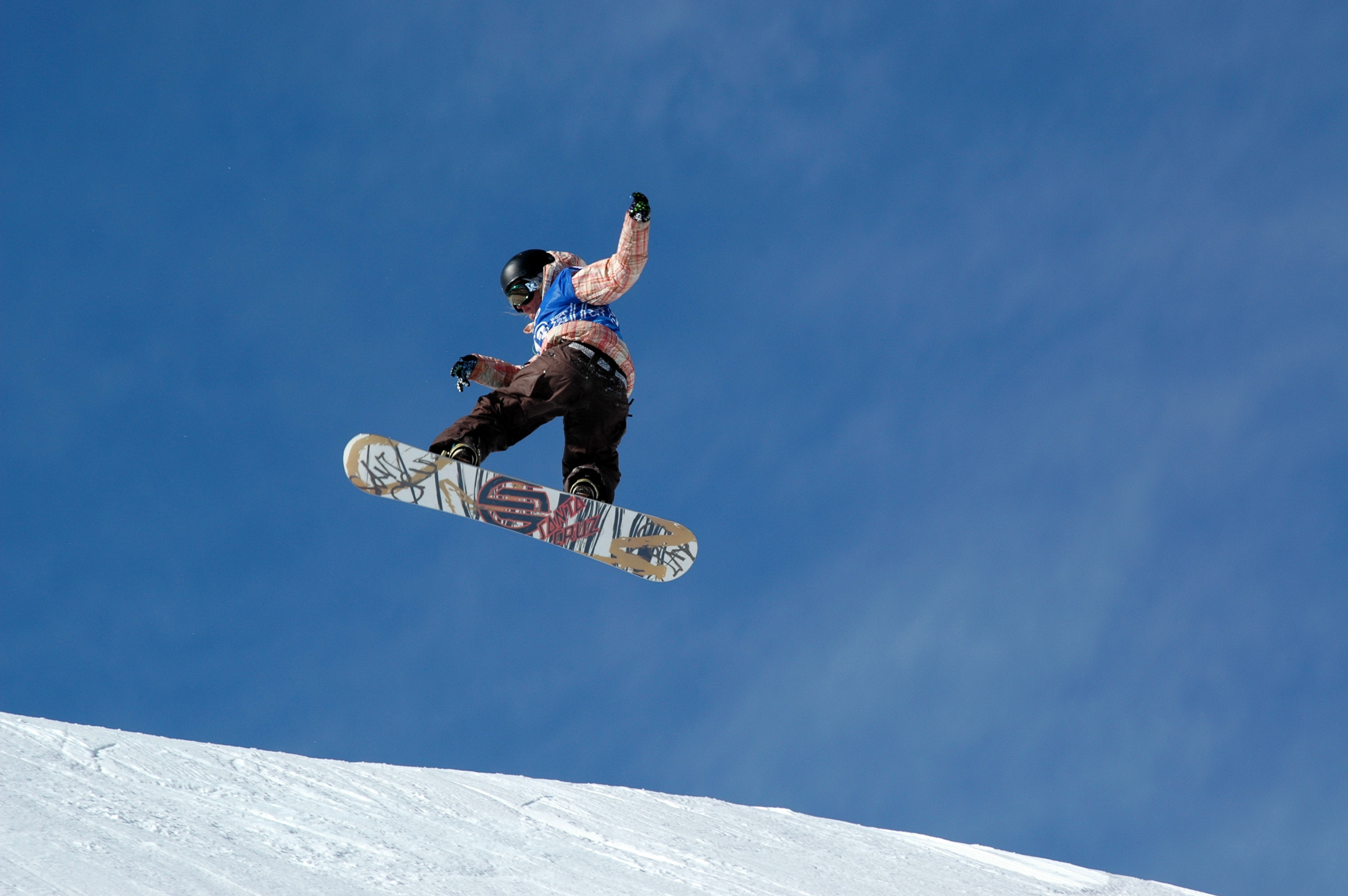
Mittermüller bei den Burton European Open 2007

Zu Beginn der Saison 2008/09 erreichte Mittermüller den zweiten Platz im Slopestyle beim Horsefeathers Pleasure Jam in Schladming. Es folgten ein Sieg bei den Burton Canadian Open 2009 in Calgary und ein dritter Platz bei den X-Trail Asian Open in Bandai. Die Saison beendete sie auf den sechsten Platz in der World Snowboard Tourgesamtwertung. In der Saison 2010/11 belegte sie den dritten Platz im Big Air-Wettbewerb beim Billabong Bro Down im Snow Park und den zweiten Rang im Slopestyle bei den Burton Canadian Open 2011 in Calgary. Im August 2011 siegte sie bei den New Zealand Winter Games in Cardrona im Big Air.
Zum Auftakt der Saison 2012/13 gewann sie im Slopestyle bei The Mile High in Thredbo Resort. Es folgte ein weiterer Sieg bei den Stylewars in Falls Creek. Zum Saisonende erreichte sie den vierten Rang im Slopestyle beim Nescafé Champs in Leysin und beendete damit die Saison auf den dritten Platz in der World Snowboard Tourgesamtwertung. Im August 2014 kam sie bei The Mile High in Perisher Blue auf den dritten Rang im Slopestyle. Bei den Snowboard-Weltmeisterschaften 2015 am Kreischberg belegte sie den 14. Platz im Slopestyle und den 11. Rang im Big Air. Nach Platz acht im Slopestyle zu Beginn der Saison 2015/16 in Cardrona errang sie beim Europacup in Landgraaf die Plätze zwei und eins im Slopestyle. Im März 2016 holte sie im Slopestyle in Špindlerův Mlýn ihren ersten Weltcupsieg und belegte zum Saisonende den achten Platz im Freestyle-Weltcup und den dritten Rang im Slopestyle-Weltcup. Im folgenden Jahr gelang ihr bei den Snowboard-Weltmeisterschaften 2017 in Sierra Nevada der 15. Platz im Slopestyle und der 11. Rang im Big Air und beim Weltcup in Špindlerův Mlýn der dritte Platz im Slopestyle.
2018 zog sich Mittermüller bei ihrem Olympiadebüt beim Training für den Slopestyle-Wettbewerb im Phoenix Snow Park in Bokwang einen Meniskusriss zu, trat trotz der Verletzung beim Wettbewerb an und absolvierte einen gewerteten Lauf. Beim Big Air konnte sie nicht mehr antreten.

## Mitgliedschaften
- Mensa in Deutschland